# Jan Lanser
Jan Lanser (Sliedrecht, 16 mei 1926 – Zeist, 12 mei 2019) was een Nederlands vakbondsbestuurder en politicus.

## Loopbaan
Hij doorliep de ambachtsschool en was werkzaam als machinebankwerker en later op de loonadministratie van een brandkasten- en slotenfabriek. Lanser begon zijn vakbondsloopbaan binnen de Christelijke Metaalbewerkersbond (CMB) en ging economie studeren. Lanser zat vanaf 1967 in het bestuur van het CNV.
Van 1969 tot 1978 was hij voorzitter van het CNV. Onder zijn leiding haakte het CNV in 1974 af bij de besprekingen met het NKV en NVV om in een federatie verder te gaan. Deze twee bonden gingen in 1977 samen als FNV en bij het CNV sloten zich toen verschillende christelijke bonden aan. Lanser bekleedde in die periode ook verschillende bestuursfuncties en commissariaten.
Daarna zat hij tot 1987 namens de ARP, in 1980 gefuseerd tot het CDA, in de Provinciale Staten van Utrecht. Lanser was tevens voorzitter van de raad van toezicht van het Academisch Ziekenhuis Vrije Universiteit (AZVU) en voorzitter van het bestuur van het Wilhelmina Kinderziekenhuis. Hij werd gedecoreerd tot Ridder in de Orde van de Nederlandse Leeuw en Officier in de Orde van Oranje-Nassau.
- Library of Congress Control Number: no2009127533
- Nederlandse Thesaurus van Auteursnamen: 067798047
- Parlement.com: vgmd2syzuru5
- Virtual International Authority File: 96860844